# X. Budapester Bezirk
Der X. Bezirk der ungarischen Hauptstadt Budapest wird auch als Kőbánya („Steinbruch“) bezeichnet und liegt zentral im östlichen Stadtteil Pest.

## Daten
Der ebene Stadtbezirk erstreckt sich über ein Gebiet von 32,5 km². Mit einer Einwohnerzahl von 77.600 (im Jahr 2003) liegt er unter den Bezirken von Budapest an zwölfter Stelle. Die Bevölkerungsdichte beträgt 2.388 Einwohner pro km². Der Bezirk besteht aus zwölf Stadtteilen:
| - Felsőrákos - Gyárdűlő - Keresztúridűlő - Kőbánya |  | - Kőbánya-Kertváros - Kúttó - Laposdűlő - Ligettelek |  | - Népliget - Óhegy - Téglagyátdűlő - Újhegy |

## Geschichte
Kőbánya ist eines der typischen Industriegebiete in Budapest. Im Jahr 1874 betrug die Einwohnerzahl 7.650 Personen, stieg aber infolge der Industrialisierung bis zum Jahr 1910 auf 52.000 an. 1896 wurde das Budapesti Gyűjtőfogház gebaut, das lange Zeit als das größte Gefängnis in Mitteleuropa galt.
Auf dem heutigen Stadtgebiet befanden sich mehrere Steinbrüche in einem Kalkstein des Miozäns, wovon sich auch der Name des Bezirks herleitet. Das Gestein wurde seit dem Mittelalter intensiv abgebaut und bildete das Hauptbaumaterial für Gebäude und Grabmale im heutigen Stadtteil Pest. Die unterirdischen Abbaustellen entstanden lediglich in einer Periode. Nach deren Stilllegung wurden die leeren Höhlen in Keller umgebaut und auch für eine Brauerei genutzt. Ein Teil von ihnen ist während eines jährlichen Denkmaltages zu besichtigen.
In Kőbánya befanden sich auch mehrere große Mülldeponien, die zu einem großen Teil rekultiviert wurden. Der Wohnbezirk Újhegy etwa wurde auf einer aufgeschütteten Müllhalde gebaut.

## Wirtschaft
Seit dem Regimewechsel hat die industrielle Bedeutung des Gebiets abgenommen. Einige größere Unternehmen:
- Zwei große Pharmaunternehmen, Richter Gedeon Nyrt. und EGIS Gyógyszervegyészeti Gyár Rt.
- Brauerei
- Lampenfabrik
- EVIG
- Globus Konservenfabrik

Die private Fernsehgesellschaft Magyar ATV hat ihren Hauptsitz im 10. Bezirk. Die meisten Studios befinden sich im Gebäude des Kőbányai Mozi („Kino Kőbányai“).

## Bildungswesen

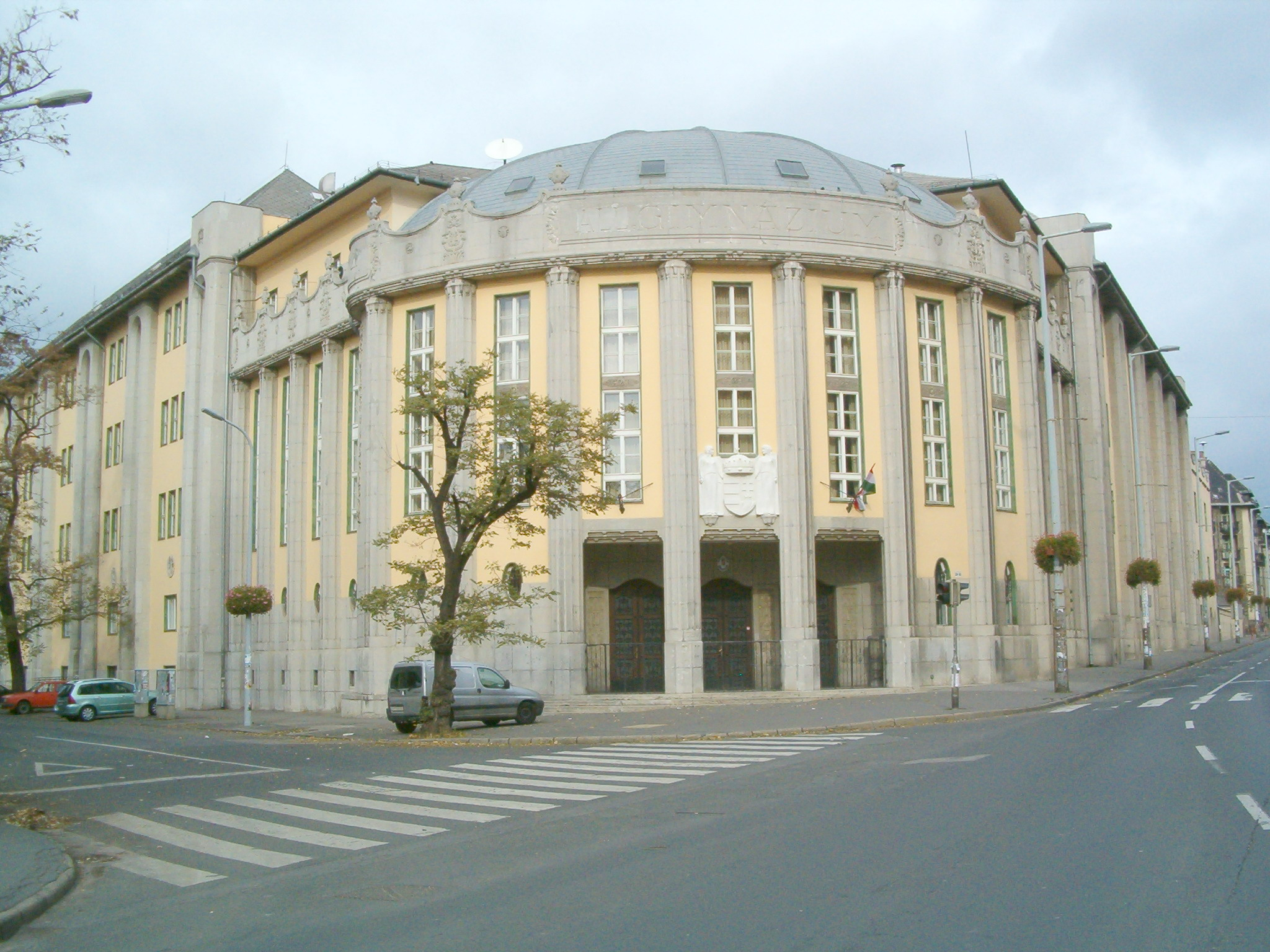
Szent László Gimnázium (Sankt-Ladislaus-Gymnasium)

### Mittelschulen/Gymnasien
- Szent László Gimnázium („Sankt-Ladislaus-Gymnasium“)
- Zrínyi Miklós Gimnázium („Miklós-Zrínyi-Gymnasium“)
- Bercsényi Miklós Élelmiszeripari Szakközépiskola („Miklós Bercsényi Fachmittelschule für Lebensmittelindustrie“)
- Giorgio Perlasca Kereskedelmi, Vendéglátóipari Szakközépiskola és Szakiskola („Giorgio Perlasca Fachmittelschule und Fachschule für Handel und Gaststättengewerbe“)
- Magyar Gyula Kertészeti Szakközépiskola és Szakiskola („Gyula Magyar Fachmittelschule und Fachschule für Gartenbau“)
- Pataky István Fővárosi Gyakorló Híradásipari és Informatikai Szakközépiskola („István Pataky hauptstädtische Fachmittelschule für Nachrichtentechnik und Informatik“)

### Höhere Bildung
- Zrínyi Miklós Nemzetvédelmi Egyetem („Miklós Zrínyi Universität für Nationale Verteidigung“)

## Nahverkehr
- Kőbánya-Kispest: Bahnhof und Busbahnhof, Endstation der Metrólinie M3 („blaue“ Metró)
- Örs vezér tere: Metrólinie M2 („rote“ Metró), Straßenbahnhaltestelle (Line 3 und 62), HÉV
- Kőbánya felső, Kőbánya alsó, Rákos: weitere Bahnhöfe und Haltepunkte des Bezirkes
- Mázsa tér: Straßenbahnhaltestelle (Linie 62)

## Sehenswürdigkeiten

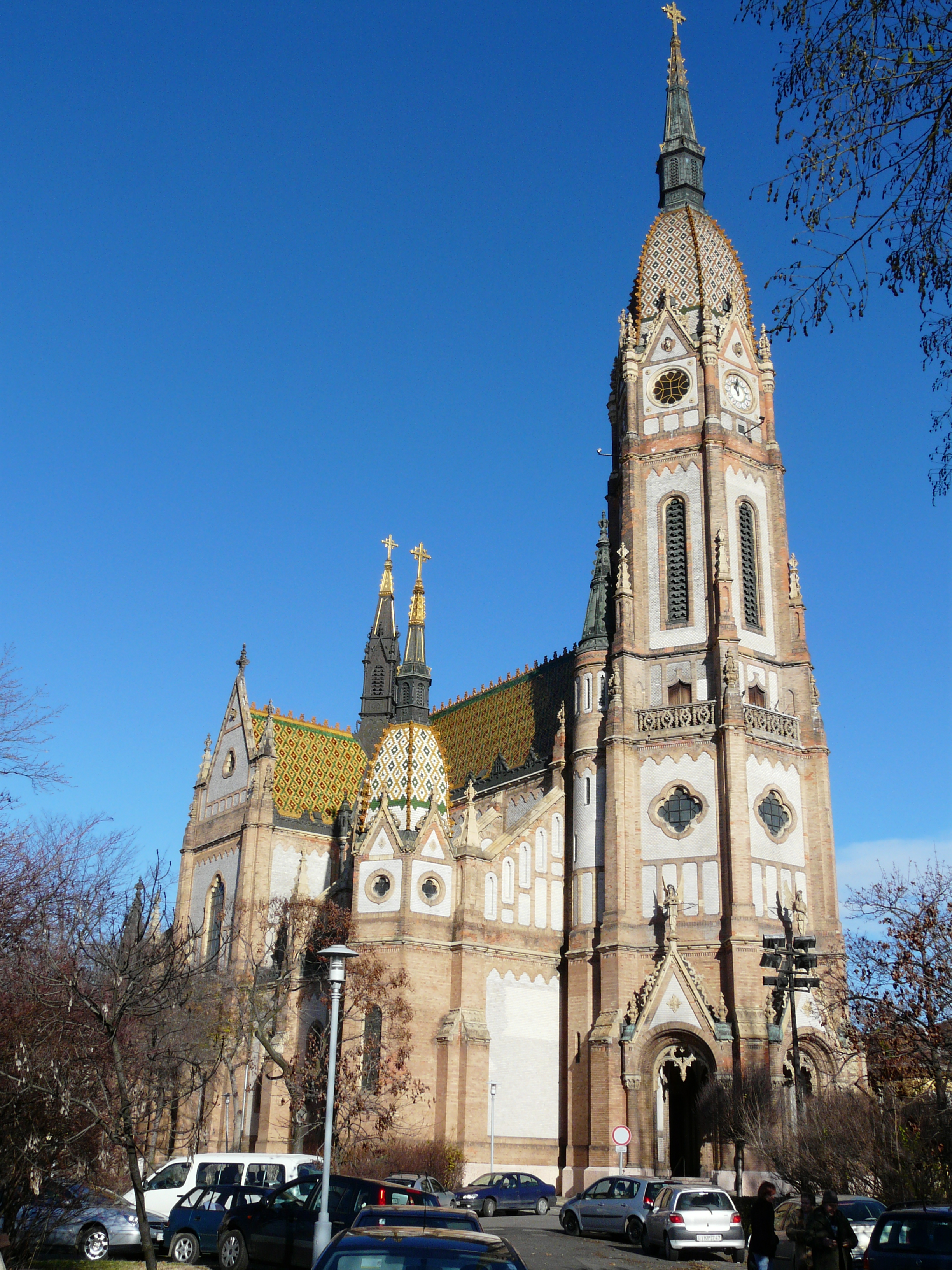
Die Szent-László-Kirche

Die historistische Plebanerkirche Szent László wurde nach Plänen von Ödön Lechner errichtet. Der Turm ist mit einem Keramikdach von Vilmos Zsolnay bedeckt. Außerdem befindet sich im X. Bezirk der Csősztorony („Wachturm“).

## Partnerstädte
Der X. Bezirk pflegt partnerschaftliche Beziehungen mit folgenden Städten:
- Bălan, Rumänien
- Jarosław, Polen
- Letovice, Tschechien
- Litochoro, Griechenland
- Štúrovo, Slowakei
- Vinkovci, Kroatien
- Wolverhampton, Vereinigtes Königreich